# Pneumàtica

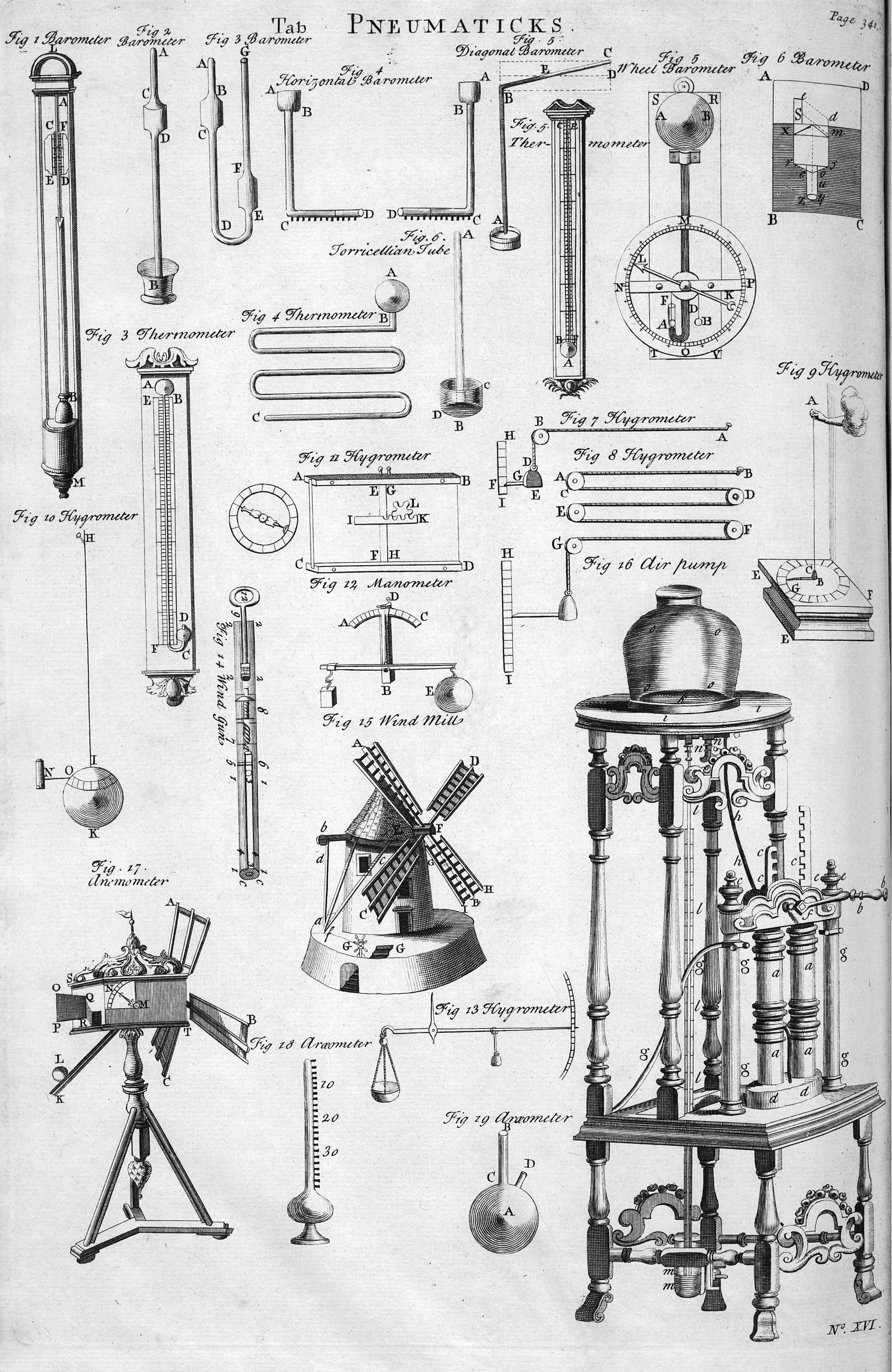
Taula de pneumàtica, 1728, Cyclopaedia

Exemple de circuit pneumàtic

La pneumàtica és una secció de la tecnologia que tracta l'estudi i l'aplicació de gasos pressuritzats com a fluids transmissors d'energia per a produir moviment mecànic.
L'aire –un dels gasos pressuritzats més utilitzats– és un fluid compressible, és a dir, varia el seu volum en funció de la pressió i la temperatura. Si s'aplica una energia per a augmentar la pressió l'aire redueix el seu volum, i llavors aquesta energia acumulada pot retornar quan se'l permet expandir, segons la llei dels gasos ideals. Quan es fa servir l'aire com a gas pressuritzat s'anomena aire comprimit.
Els sistemes pneumàtics es fan servir a bastament en la indústria; les fàbriques solen estar equipades amb sistemes d'aire comprimit o gasos inerts comprimits. Aquest tipus de sistemes són útils perquè un compressor elèctric central que dona energia a cilindres i d'altres aparells pneumàtics mitjançant electrovàlvules és capaç de proveir energia de moviment de manera més barata, segura, flexible i fiable que altres tipus d'aparells com motors elèctrics i actuadors. Un altre avantatge d'aquestes tècniques és la poca quantitat d'energia que es perd en l'accionament dels mecanismes, és a dir, el seu rendiment és bastant alt.
S'anomena energia pneumàtica al diferencial de pressió d'aire utilitzat per provocar moviment en diferents sistemes.
L'electropneumàtica és una branca de la pneumàtica que usa elements elèctrics per tal de controlar un circuit pneumàtic. S'usa generalment quan la distància entre l'element de control i els actuadors pneumàtics és molt gran o quan l'element de control és automatitzat. Les vàlvules que s'usen en electropneumàtica s'anomenen electrovàlvules o servovàlvules. El canvi de posició en elles ve donat per un senyal elèctric. Normalment funcionen amb un corrent de 24 V de corrent continu.

## Història
Les primeres aplicacions de la pneumàtica daten de l'any 2500 aC, aproximadament. Més tard, es va fer servir en la construcció d'orgues musicals, a la mineria i la siderúrgia. Al segle xix es va començar a fer servir l'aire comprimit de forma general. El 1880 es va inventar el primer martell pneumàtic. Al segle xx es va començar a aplicar en mecanismes i automatització

## Estructura d'un sistema pneumàtic
Principalment, tots els sistemes pneumàtics estan compostos pels següents elements:
1. Conjunt de tractament d'aire (compressor, fluid refrigerant, dipòsit, filtre, lubrificant i regulador de pressió).
2. Vàlvules de distribució (per exemple, una vàlvula 5/2, és a dir, de 5 entrades i sortides i 2 posicions)
3. Actuadors pneumàtics: cilindres (de simple o doble efecte), actuadors de gir, motors pneumàtics, etc.
4. Elements de control i regulació: reguladors de pressió, vàlvules distribuïdores tipus OR o AND, vàlvules antiretorn, detectors de rodet, detectors magnètics, etc. En el cas de l'electropneumàtica, aquests elements poden ser elèctrics.

## Circuits pneumàtics
Un circuit pneumàtic és un conjunt de components interconnectats que converteixen gas comprimit (normalment aire) en treball mecànic. Hi ha dos tipus de circuits pneumàtics:
1. Circuit d'anell tancat: el final de circuit torna a l'origen evitant salts per fluctuacions. Ofereix major velocitat de recuperació davant les fuites, ja que el flux arriba per dos costats.
2. Circuit d'anell obert: la distribució es forma per ramificacions les quals no retornen a l'origen. És més econòmic però fa treballar més als compressors quan hi ha molta demanda o fuites en el sistema.

Aquests circuits al seu torn es poden dividir en quatre tipus de subsistemes pneumàtics:
1. Sistemes manuals
2. Sistemes semiautomàtics
3. Sistemes automàtics
4. Sistemes lògics

## Comandaments
Els comandaments pneumàtics estan constituïts per elements de senyalització, elements de comandament i una aportació de treball. Els elements de senyalització i comandament modulen les fases de treball dels elements de treball i es denominen vàlvules.
Les vàlvules en termes generals, tenen les següents missions:
- Distribuir el fluid
- Regular el cabal hidràulic
- Regular la pressió

Les vàlvules són elements que ordenen o regulen la posada en marxa, l'aturada i la direcció, així com la pressió o el cabal del fluid enviat pel compressor o emmagatzemat en un dipòsit.
Segons la seva funció les vàlvules es subdivideixen en 5 grups:
1. Vàlvules de vies o distribuïdores
2. Vàlvules de bloqueig
3. Vàlvules de pressió
4. Vàlvules de cabal
5. Vàlvules de tancament